# 彼得·肯普
彼得·肯普（英語：Peter Kemp，1877年4月8日—1965年6月9日），英国男子游泳、水球运动员。他曾代表英国参加1900年夏季奥林匹克运动会，获得男子水球金牌和男子200米障碍游泳铜牌。